# 三宿神社
三宿神社（みしゅくじんじゃ）は東京都世田谷区三宿にある神社。境内は多聞寺（廃寺）の跡地の一部を利用しており、1885年（明治18年）に多聞寺の伽藍であった毘沙門堂の前に拝殿を増築して三宿神社と名付けた。

## 祭神
- 宇迦能御魂命
- 毘沙門天（大物主神）

## 歴史

### 「多聞寺」の存在
かつてこの地には「多聞寺」という寺院が存在していた。多聞寺は、当地にあった「多聞寺城」(世田谷城の東の砦）の中核部であったといわれる。多聞寺城はまたの名を「三宿城」といい、文明年間（1469年-1486年）の頃に吉良氏が築いたもので、三宿村もこの時期に開かれたという説がある。
三宿村は北宿、本宿、南宿の3つの字に分かれていた。多聞寺の付近は「字北宿」に属していて、南北を北沢川と烏山川（烏山用水）によって刻まれた台地であり、台地の東の端で両河川は合流して目黒川となっている。
往古の本尊である毘沙門天は村人たちに深く尊崇されていた。『新編武蔵国風土記稿』では、「多聞寺 村ノ北ニアリ。曹洞宗。郡中世田ケ谷村勝国寺ノ末、清水山天王院ト号ス」と記されていて、勝国寺（世田谷四丁目27番4号に現存）の末寺であった。同じ『新編武蔵国風土記稿』に「イヅレノ頃カ火災ニ遭ヒ、開山・開基ナドモ詳ナラズト云」とあって、創建年などは不明である。

### 三宿神社の建立
多聞寺は明治初期に廃仏毀釈の余波を受けて廃寺となり、その跡地の一部を使って1885年（明治18年）に三宿神社が建立された。これは村の鎮守が必要になったための措置で、本殿の前に拝殿を新築して「三宿神社」と名付けたものであった。東京府に祭神を毘沙門天として申告したところ許可が下りず、改めて大物主命を祭神として申告しなおしたという。結局祭神は毘沙門天と倉稲魂命を祀ることになったという。当時の申告によれば、社務所は400坪余り、東京府までの距離2里15町(約10キロメートル)、総代4軒で所在地は三宿村字北宿379番地であった。
村の中心部は大山街道が通る字本宿と南宿付近であり、三宿神社が建てられた時期の字北宿付近に民家は1軒もなかった。神社前を流れる烏山用水沿いは田んぼが広がり、多聞寺橋付近には堰が設けられていた。近在の農民たちは、この堰に毎月1日と15日に餅を供えていたという。社殿は第2次世界大戦の戦災に遭って焼失したが、1949年（昭和24年）にある企業から社殿を譲り受けて再建した。その後社殿は再度1967年（昭和42年）に建築された。

## 境内
烏山川緑道沿いにある大鳥居をくぐってすぐ右手に手水舎、左手に社務所がある。手水舎の水はかつて湧水を使っていたが、近くに幼稚園が建設された際、地下を掘り返したために水が枯れた。
更に奥に進むと右手に神楽殿（木造）が北西を向いて建っている。本殿（木造流造）及び拝殿（木造）は神楽殿を右手に見ながら階段を数段上ったところにあり、拝殿に向かって左手に稲荷神社が存在する。
神楽殿の向かいには、1956年(昭和31年）に太田道灌の江戸城開城500年を記念して地元の有志が建立した旧江戸城の城石の碑がある。武者小路実篤の筆である。
本殿の北東には多聞寺があった際に作られた墓地があるが、多聞寺廃寺以降は勝国寺の檀家の墓地とされている。当該墓地敷地内には、1701年（元禄14年）製の庚申塔が存在する。舟形光背型で、正面には地蔵菩薩立像が彫られている。
1,600m2の境内は奥に進むにつれて高くなっており、小高い丘のようになっている。丘の上には、世田谷区立公園である三宿の森緑地があり、神社の樹木と一体となって密集した市街地の中における貴重な樹林地を形成している。

### 境内社
- 稲荷神社（宇迦能御魂神）

## 参考画像

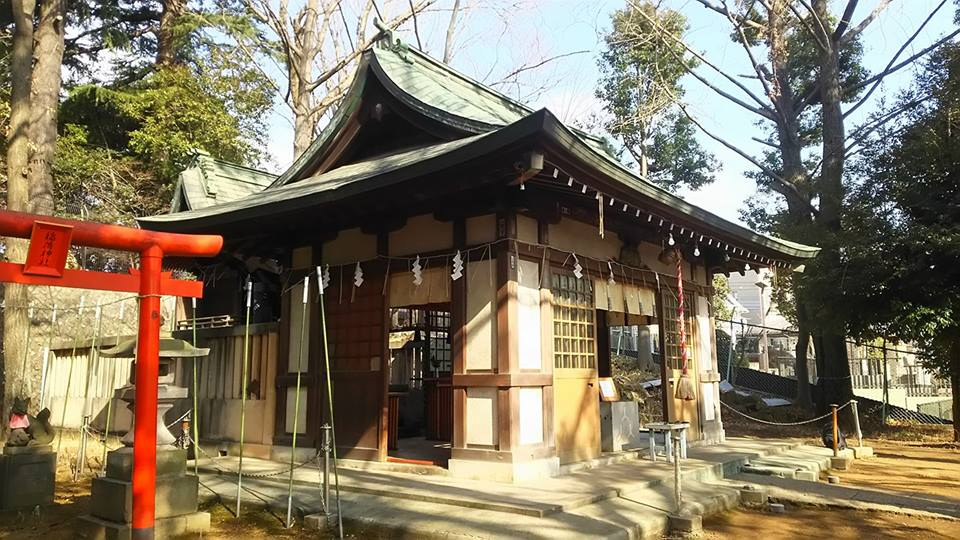
拝殿
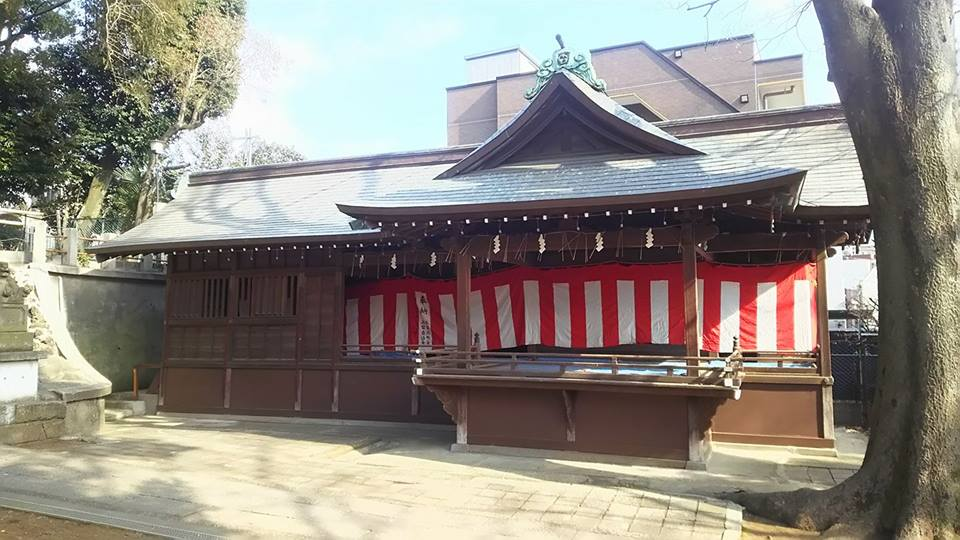
神楽殿
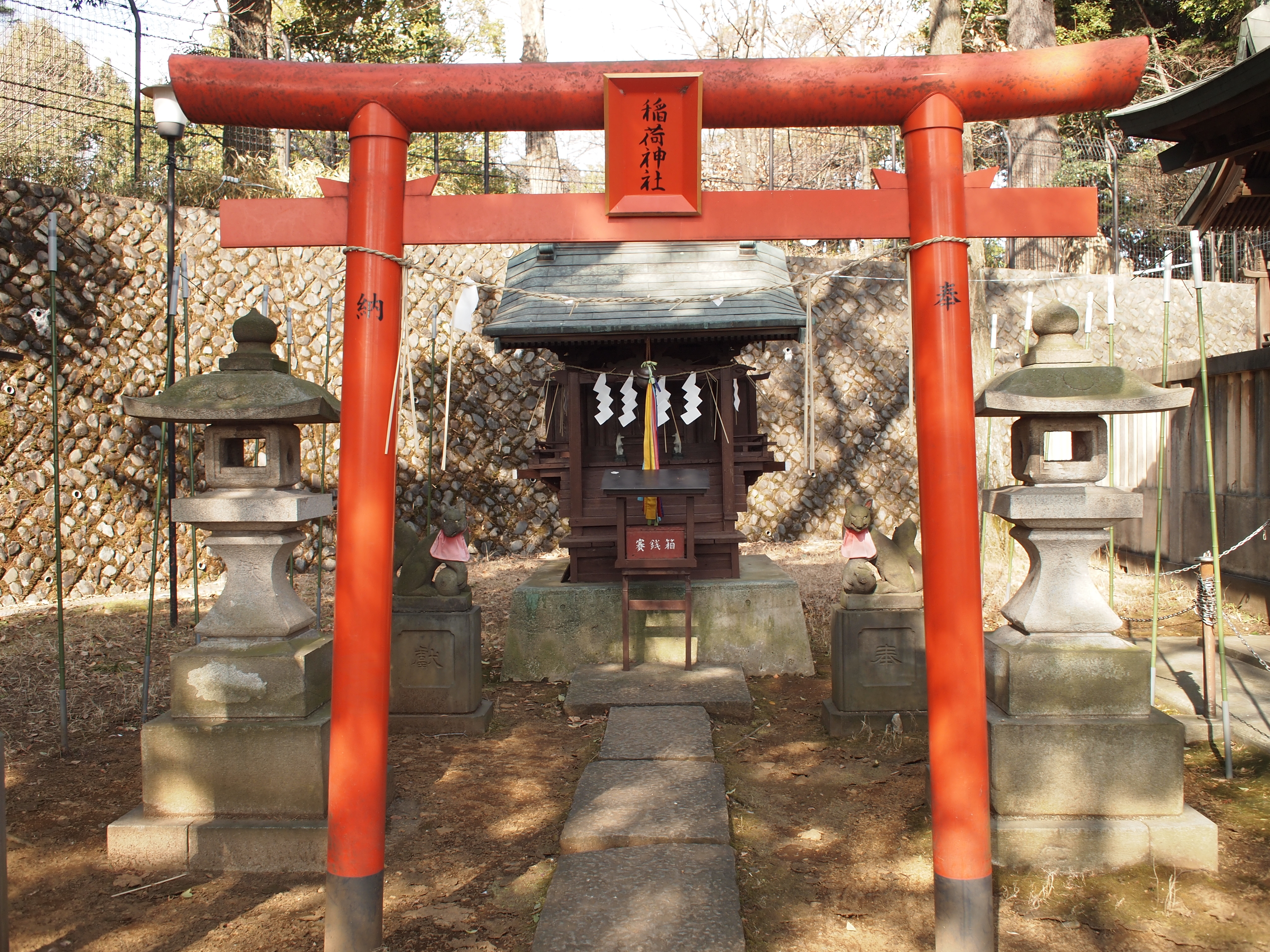
境内社の稲荷神社
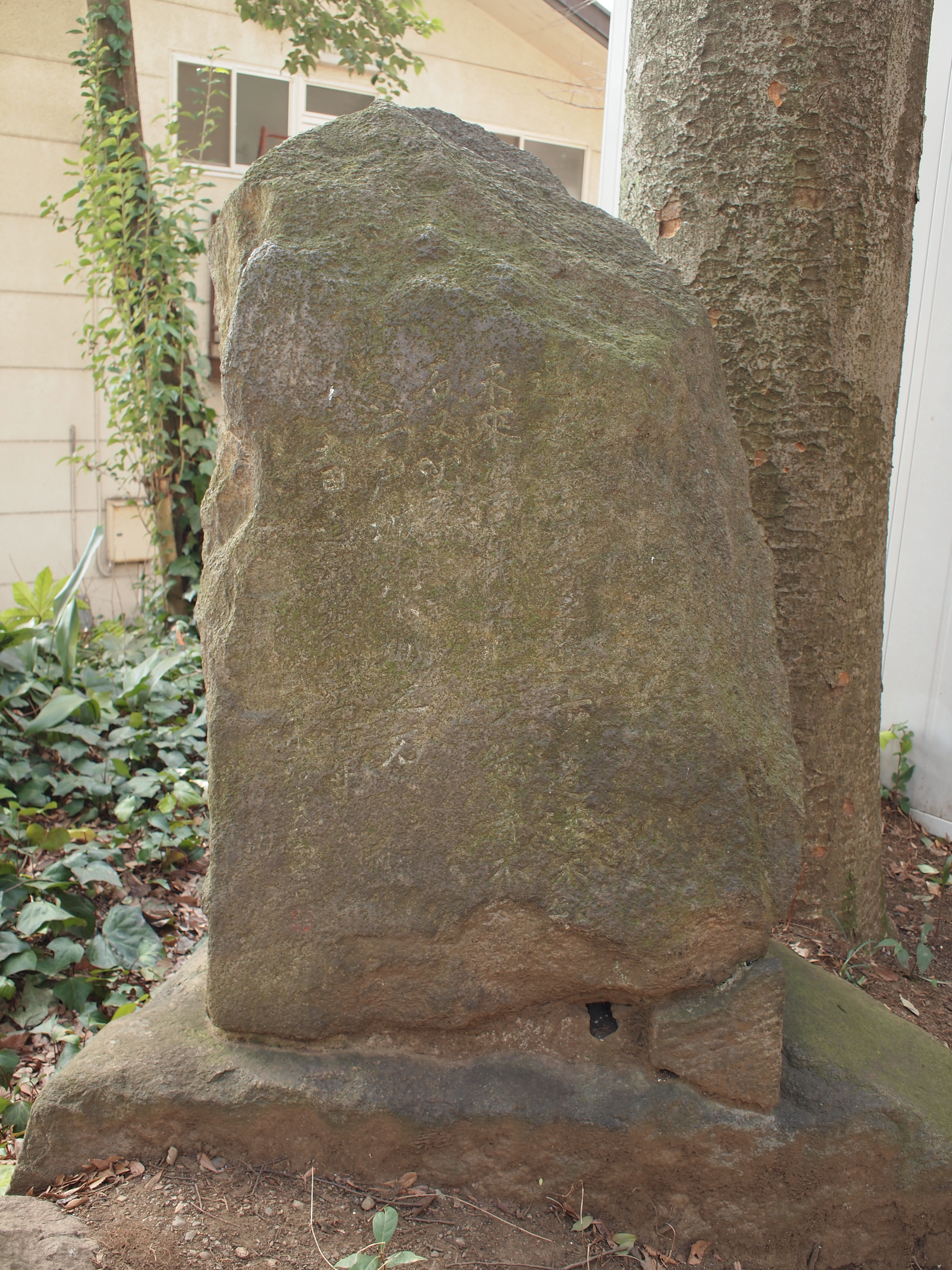
江戸城城石の碑
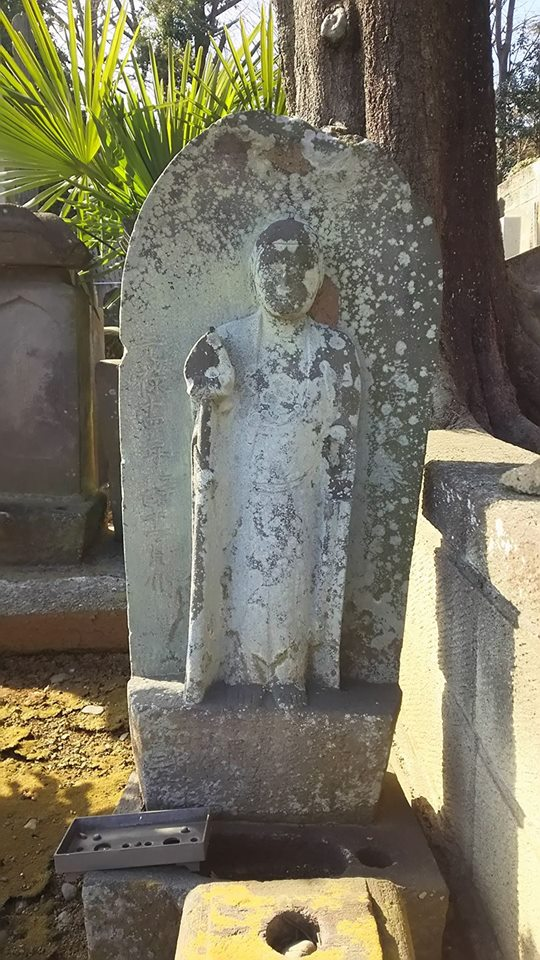
庚申塔

## 年中行事
主な祭事、年中行事は以下の通り
- 元旦祭　1月1日
- 初午　2月二午（にのうま）日
- 節分豆撒　2月3日
- 夏越大祓　6月23日
- 例大祭　9月22日〜23日
- 年越大祓　12月23日
- 月次祭　毎月1日

9月の例大祭で奉納される神楽の中に「たぬき囃子」がある。これは近在に住む父親思いの少年がある日けがをしたたぬきを助けたところ、そのたぬきの恩返しとして、境内裏手の丘から流れる湧水が少年の父親が患っていた病気を治す水に変じたという伝説にちなんだものといわれる。

## 交通アクセス
- 鉄道
  - 東急田園都市線 池尻大橋駅下車　徒歩14分[17]
- バス
  - 東急バスで「三宿」バス停下車徒歩5分[17]